# 收入不平等指标
社会科学家使用收入不平等指标或收入分配指标来衡量特定经济体（例如特定国家或整个世界）参与者之间的收入分配和经济不平等。尽管不同的理论试图解释收入不平等是如何产生的，但收入不平等指标只是提供了一个用来确定收入分散的测量系统。不平等的概念不同于贫困和公平。
收入分配一直是经济理论和经济政策关注的核心问题。亚当·斯密、托马斯·马尔萨斯和大卫·李嘉图等古典经济学家主要关注要素收入分配，即主要生产要素、土地、劳动力和资本之间的收入分配。它通常与财富分配相关，尽管影响财富不平等的因素各不相同。
现代经济学家也研究过这个问题，但他们更关注个人和家庭的收入分配。重要的理论和政策关注包括收入不平等和经济增长之间的关系。经济不平等一文讨论了收入分配问题的社会和政策方面。

## 收入的定义
下文所述的所有衡量标准都适用于评估各种资源的分配不平等情况。这里的重点是作为资源的收入。由于 "收入 "有多种形式，因此必须清楚地描述所调查的收入种类。
收入的一种形式是一个人获得的商品和服务的总量，因此不一定涉及金钱或现金。如果乌干达的一个自给自足的农民自己种植谷物，这也算作收入。公共卫生和教育等服务也计算在内。通常情况下，支出或消费（在经济学意义上是相同的）被用来衡量收入。世界银行使用所谓的 "生活水平衡量调查 "来衡量收入。这些调查包括 200 多个问题的问卷。大多数发展中国家都完成了调查。
在分析国家内部的收入不平等时，"收入 "通常指每个人或每个家庭的纳税收入。在这里，收入不平等度量也可用于比较征税前后的收入分布，以衡量累进税率的效果。

## 不平等度量的特性
在离散情况下，经济不平等指数可用函数 I(x) 表示，其中 x 是一组 n 个经济值（如财富或收入）x={x1,x2,...,xn}，xi 是与 "经济主体 "i 相关的经济值。
在有关不平等的经济文献中，一般认为任何不平等的衡量标准都应满足四个特性：
- 匿名或对称
该假设指出，不平等指标并不取决于经济中个人的“标签”，重要的是收入分配。例如，在一个由两个人组成的经济体中，史密斯先生和琼斯太太，其中一个人拥有 60% 的收入，另一个人拥有 40%，无论是史密斯先生还是琼斯太太拥有 40% 的份额，不平等指标应该是相同的。这一特性将不平等的概念与公平的概念区分开来，在公平的概念中，谁拥有特定水平的收入以及如何获得这些收入至关重要。不平等指标只是关于收入如何分配的简单陈述，而不是关于经济中的特定人群是谁或他们“应得”什么样的收入。
这通常用数学方式表达为：
{\displaystyle I(P(x))=I(x)}
其中P(x)是x的任意排列；
- 尺度独立性或同质性
这一特性表明，富裕的经济体不应被自动视为更不平等的经济体。换句话说，如果一个经济体中每个人的收入翻了一番（或乘以任何正常数），那么不平等的总体指标就不应该发生变化。当然，同样的道理也适用于较贫穷的经济体。不平等收入指标应与总收入水平无关。这可以表述为：
{\displaystyle I(\alpha x)=I(x)}
其中α是正实数。
- 人口独立
同样，收入不平等的衡量标准不应取决于一个经济体的人口多还是少。一个只有少数人口的经济体不应该被自动判定为比一个人口众多的大型经济体更平等。这意味着该指标应与人口水平无关。一般是这样写的：
{\displaystyle I(x\cup x)=I(x)}
在哪里{\displaystyle x\cup x}是x与其自身（的副本）的并集。
- 转移原理
庇古-道尔顿原则或转移原则是使不平等度量实际上成为不平等度量的假设。在其弱形式中，它表示如果一些收入从富人转移到穷人，同时仍然保持收入等级的顺序，那么衡量的不平等程度就不应该增加。在其强形式中，测得的不平等程度应该下降。

其他有用但并非必须的属性包括
- 非负性
索引I(x)大于或等于零。
- 平等主义零
在平等的情况下，当所有值x i都相等时，指标I(x)为零。
- 受最大不平等的限制
对于最大不等式，指标I(x)达到最大值。 （除一个外，其他所有 x i均为零）当代理数量n趋近于无穷大时，该值通常为 1。
- 子群可分解性[1]
此属性表明，如果一组代理x被分为两个不相交的子集（ y和z ），则I(x)可表示为：
{\displaystyle I(y\cup z)=w_{y}(y,z)I(y)+w_{z}(y,z)I(z)+w_{\mu }(y,z)I({\mu _{y},\mu _{z}})}
其中μ (x)和μ (y)分别是x和y的平均收入。
{\displaystyle \mu _{x}={\frac {1}{n}}\sum _{1}^{n}x_{i}}
并且w函数是集合y和z的标量权重函数。用更强的说法， w y = μ y / μ x和w z = μ z / μ x 。

## 常见的收入不平等衡量标准
衡量不平等的最常用指标包括基尼指数（又称基尼系数）、泰尔指数和胡佛指数。它们都具有上述四个特性。
从经验的角度来看，不平等度量的另一个可取特性是 "可分解性"。这意味着，如果将一个特定的经济体分解成若干个次区域，并分别计算每个次区域的不平等度量，那么整个经济体的不平等度量应该是各区域不平等的加权平均值加上一个与各区域平均值中的不平等成比例的项。(在较弱的形式下，这意味着它应该是次区域不平等的明确函数，尽管不一定是线性的）。在上述指数中，只有 泰尔指数具有这一特性。
由于这些收入不平等度量指标都是汇总统计，旨在将整个收入分布汇总到一个单一指数中，因此所测量的不平等信息会减少。这种信息减少当然是计算不平等度量的目的，因为它降低了复杂性。
如果用总收入的份额来描述收入分配，则可以较弱地降低复杂性。调查中的社会不是以单一指标来衡量，而是分成若干部分，如五等分层（或其他人口百分比）。通常情况下，每个部分包含相同份额的收入者。在收入分配不均的情况下，每个部分的收入份额是不同的。
在许多情况下，上述不平等指数是根据这些分段数据计算出来的，并没有对分段内的不平等进行评估。分段数越多（如用十分位数代替五分位数），测得的分布不平等程度就越接近真实的不平等程度。(如果知道分段内的不平等情况，就可以通过那些具有 "可分解 "特性的不平等指标来确定总的不平等情况）。
五分位数不平等的衡量标准只能以弱形式满足转移原则，因为在相关的五分位数之外，收入分配的任何变化都不会被这种衡量标准捕捉到；只有极富和极贫之间的收入分配才是重要的，而中间的不平等则不起任何作用。
关于这三种不平等度量方法的详细信息，请参见维基百科的相关文章。以下各小节仅对其进行简要介绍。

### 基尼系数
主要条款： 基尼系数

各国人均 GDP 与 PPP 基尼系数

基尼指数是一种概括性统计，用于衡量一种资源在人口中的公平分配情况，收入就是一个主要的例子。除了对基尼指数的完整介绍外，我们还提供了两种等效的方法来解释这一汇总统计量：第一种是收入平均值为 1 美元的人的百分位数水平，第二种是随机选择的两个收入较低的人的平均收入平均收入的比较。
基尼系数是在所有按收入排序的人口百分位数中，每个人口百分位数的累计收入从均等份额算起的差额之和，该差额之和除以在完全不平等的情况下可能具有的最大值。
基尼指数的范围介于 0 和 1（0% 和 100%）之间，其中 0 表示完全平等，1（100%）表示最大程度的不平等。
基尼指数是最常用的不平等指数。其受欢迎的原因是，基尼指数是洛伦兹曲线图中两个区域的比值，其计算方法很容易理解。这一衡量标准试图反映收入的总体分散情况；然而，它往往对收入分布的底端、中端和高端给予不同程度的重视。其缺点是，基尼指数只是将一个数字映射到图表的属性上，而图表本身并不是基于任何分配过程的模型。基尼指数的 "含义 "只能通过经验来理解。此外，基尼指数并不能反映不平等发生在分布的哪个环节。因此，两种截然不同的收入分配可能具有相同的基尼指数。

### 20:20 比例

各国人均 GDP PPP 与 20:20 比率

20:20 或 20/20 比率比较的是特定人口中顶层 20% 的人口与底层 20% 的人口的富裕程度。这可以更清楚地揭示人口不平等的实际影响，因为它减少了顶部和底部异常值对统计数据的影响，并防止中间 60% 在统计上掩盖该领域原本明显的不平等。该衡量标准用于联合国发展计划署人类发展指标。  以20:20的比例为例，日本和瑞典的平等差距较小，最富有的20％的人的收入仅为最贫穷的20％的4倍，而在英国，这一比例为7倍，在美国为8倍。一些人认为 20:20 的比例是更有用，因为它与人类发展和社会稳定的指标有很好的相关性，包括儿童福祉指数 、健康和社会问题指数 、监狱人口身体健康心理健康等。 

### 帕尔马比率

各国人均 GDP PPP 与帕尔马比率

帕尔马比率的定义是，最富有的10%人口占国民总收入的份额除以最贫穷的40%人口占国民总收入的份额。 该理论基于智利经济学家加布里埃尔·帕尔马的研究，他发现中产阶级的收入几乎总是占国民总收入的一半左右，而另一半则由最富有的10%和最贫穷的40%瓜分，但这两个群体所占的份额在不同国家有很大差异 
帕尔玛比率解决了基尼系数对收入分配中部变化过度敏感、对顶端和底部变化不敏感的问题， 因此更准确地反映了收入不平等对整个社会的经济影响。帕尔马认为，分配政治主要涉及富人和穷人之间的斗争，以及中产阶级站在谁一边。 
碳-帕尔马比率源于收入-帕尔马比率，描述为排放量最高的10%的人的总排放量与排放量最低的40%的人的总排放量之比。该比率利用个人排放量与收入之间的弹性关系在国家内部和国家之间进行计算。结果表明，大多数发展中国家的碳帕尔马比率普遍偏高，这意味着这些国家应更加注重协调地区和收入的不平等，主要鼓励高排放国家减排，以同时提高排放和收入的公平性。发达国家的碳-帕尔马比率相对较低；然而，它们对气候变暖负有更大的历史义务，这表明它们应大幅减少全民排放，以系统地增加国家减排贡献。在全球范围内，目前的碳-帕尔马比率明显高于任何国家，这表明，如果将个人排放量考虑到领土边界之外，则会出现极其严重的不平等现象。

### 胡佛指数
在所有衡量不平等的指标中，胡佛指数的计算最为简单： 它是为实现完全平等而必须重新分配的所有收入的比例。
在一个完全平等的世界里，不需要对任何资源进行再分配就能实现平等分配：胡佛指数为 0。在一个所有收入都由一个家庭获得的世界里，几乎 100%的收入都需要进行再分配（即拿走并分给其他家庭）才能实现平等。因此，胡佛指数介于 0 和 1（0% 和 100%）之间，0 表示完全平等，1（100%）表示最大程度的不平等。

### 盖特得分
盖特得分是公司首席执行官薪酬与公司平均员工薪酬中位数的简单比率。如果一家公司的首席执行官的薪酬是其员工中位数的数倍，那么该公司的高尔特得分就会很高。
它以艾恩·兰德的小说《阿特拉斯耸耸肩》（1957 年）中的虚构人物约翰·高尔特的名字命名。
该评分是根据首席执行官的总薪酬计算得出的，包括工资、奖金、股票奖励和员工股票期权的价值，以及非股权激励计划薪酬和非合格递延薪酬。

### 变异系数
变异系数（CV）用来衡量收入不平等程度，它是用收入标准差（收入方差的平方根）除以收入平均值得出的。因此，标准差越小的国家，变异系数越低，这意味着收入分配越平等。
它的优点是在数学上比较简单，而且它的平方是可以被子群分解的，但它并不是自上而下有界的。这种简单的测量方法之所以不常用，主要是因为它有两个很大的局限性。首先，与基尼系数不同，CV 没有上限，因此难以解释和比较。其次，由于平均值和标准差可能会受到异常边界值的严重影响，因此该系数并不适合用于衡量异常数据分布的收入不平等情况。
实际上，与基尼系数相比，变异系数对右侧尾部的权重更大，因此对富人更敏感。如果研究的目的是分析分布顶端的财富集中情况，变异系数可能是一个合适的衡量标准。 

### 收入自然对数的方差
对数收入方差被描述为应用于对数收入分布的方差。这种衡量相对不平等程度的尺度不变量对左尾部很敏感，因此非常适合用于研究收入较低的一半人口（贫困人口）的贫困程度。

### 工资份额
工资份额是雇员报酬与GDP的比率。换言之，它是雇员收入总额除以国民收入。

### 森贫困衡量标准
森贫困衡量标准将生活在贫困线以下人口的基尼系数与贫困人口比率和贫困线以下人口的平均收入相结合。这一指标由诺贝尔奖得主阿马蒂亚-森提出，但尚未用于收入不平等假设领域。尽管它受到了热烈欢迎，但森贫困指数并不符合许多理想条件，例如，它不符合转移公理，不能分解或与子群一致。

### 泰尔指数
如下一节所述，Theil-L 是指收入分配的人均熵，以最大熵（实现完全平等）来衡量。(在另一种解释中，Theil-L 是所有收入的比率几何平均数的自然对数：（平均收入）/（收入 i）。相关的阿特金森（1）只是 1 减去收入分布中（收入 i）/（平均收入）的几何平均数）。
由于较大收入与较小收入之间的转移对较小收入比率的改变大于对较大收入比率的改变，因此该指数符合转移原理。
泰尔指数为 0 表示完全平等。泰尔指数为 1 表示所研究系统的分布熵几乎与具有 82:18 分布的系统相似。 这比适用“80：20帕累托原则”的体系中的不平等稍微严重一些。 泰尔指数可以转化为阿特金森指数，其范围在0~1（0%~100%）之间，0表示完全平等，1（100%）表示最大程度不平等。 （请参阅广义熵指数以了解转换。）
Theil 指数是一种熵度量。对于任何资源分配而言，参照信息论，一旦收入者无法通过资源加以区分，即完全平等时，就会出现 "最大熵"。在现实社会中，人们可以通过不同的资源加以区分，这些资源就是收入。他们越容易 "区分"，由收入和收入者组成的系统的 "实际熵 "就越低。同样基于信息论，这两个熵之间的差距可以称为 冗余”。它的行为类似于负熵。
对于 Theil 指数，也使用了术语“Theil 熵”。这引起了混乱。举个例子，阿马蒂亚·森（Amartya Sen）对泰尔指数的评论是，“考虑到热力学中厄运与熵的联系，我们可能需要一点时间才能接受熵是一件好事。” 重要的是要理解，泰尔指数的增加并不表示熵增加，而是表示冗余度增加（熵减少）。
高不等式产生高 Theil 冗余。高冗余意味着低熵。但这并不一定意味着高度不平等就是 "好 "的，因为极低的熵也可能导致爆炸性的补偿过程。使用 Theil 指数也不一定意味着非常低的不平等（低冗余度、高熵）就是 "好 "的，因为高熵与缓慢、微弱和低效的资源分配过程有关。
泰尔指数有三种变体。当应用于收入分配时，第一个 Theil 指数（Theil-L）涉及收入如何分配给收入者，而第二个 Theil 指数（Theil-T）涉及收入者如何分配收入。
第三个 "对称的 "Theil 指数（Theil-S）是前两个指数的算术平均数。第三个 Theil 指数的计算公式与胡佛指数有一些相似之处（如相关文章所述）。与胡佛指数一样，对称的 Theil 指数在交换收入与收入者时不会发生变化。如何通过电子表格计算直接从分布数据生成第三个 Theil 指数，如下所示。
Theil 指数的一个重要特性是它可以分解为组间和组内两个部分，这也是它广受欢迎的原因。例如，总体收入不平等的 Theil 指数可以分解为不平等的地区间部分和地区内部分，而地区间部分所占的相对份额表明了收入不平等的空间维度的相对重要性。

#### 泰尔指数与胡佛指数的比较

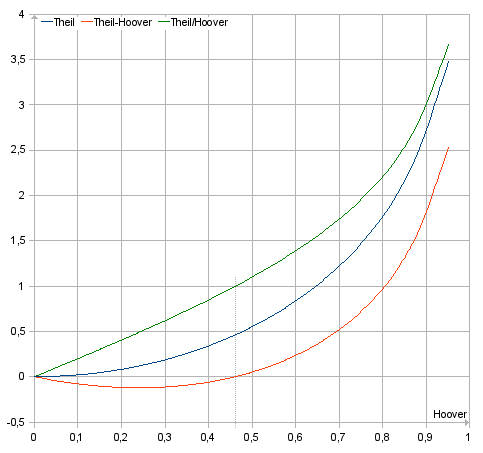
泰尔指数与以及胡佛指数对于社会来说，分为两个分位数（“a-分位数”）。这里胡佛指数和泰尔指数相等，值约为 0.46。红色曲线显示了泰尔指数与胡佛指数之间的差异，它是胡佛指数的函数。绿色曲线显示了泰尔指数除以胡佛指数的结果。

Theil 指数表示一个系统的分配冗余度，在这个系统中，收入是通过随机过程分配给收入者的。相比之下，胡佛指数表示的是一个社会收入份额的最小规模，为了达到最大熵值，必须对该规模进行再分配。要想不超过这个最小值，就必须进行完全有计划的再分配。因此，胡佛指数是 "随机 "泰尔指数的 "非随机 "对应指数。
将泰尔指数应用于现实世界中的分配过程并不意味着这些过程是随机的：泰尔指数得出的是一个封闭系统中有序资源分配与随机资源分配最后阶段之间的距离。同样，应用胡佛指数也并不意味着分配过程发生在一个完美的计划经济中：胡佛指数得出的是一个观测系统中的资源分配与有计划的资源分配 "均衡化 "最后阶段之间的距离。对这两个指数而言，这种均衡化只是一种参考，而不是目标。
对于给定的分布，Theil 指数可能大于胡佛指数，也可能小于胡佛指数：
- 对于高度不平等，泰尔指数大于胡佛指数。这意味着为了在封闭系统中实现平衡（最大熵），必须重新分配更多的资源，而按照计划和优化的重新分配过程只需要重新分配必要的最少资源份额。对于开放系统来说，熵的输出（冗余的输入）将允许维持由高度不平等驱动的分布动态。
- 对于较低的不平等现象，泰尔指数小于胡佛指数。在这里，在达到均衡的道路上，有计划、优化的资源重新分配将比随机再分配对重新分配的动态贡献更大。这也是直观可以理解的，因为较低的不平等也会削弱重新分配资源的冲动。在这样的制度下，人们可能会容忍甚至加剧不平等。由于这会导致冗余度的增加（熵的减少），因此必须将冗余度引入社会（必须将熵从社会中输出）。在这种情况下，社会需要是一个开放的系统。为了增加社会作为一个封闭系统分布类别的冗余度，需要将熵从该经济类别中运行的子系统输出到社会中具有其他熵类别的其他子系统。例如，社会熵可能会增加。然而，在现实世界中，社会是一个开放的系统，但其开放性受到社会与其环境之间界面熵交换能力的制约。对于资源分布在熵值上与 73:27 分配的参考社会（73% 的资源属于 27% 的人口，反之亦然）的资源分布相似的社会， [Note 3]胡佛指数与泰尔指数相等的点，对于胡佛指数和泰尔指数来说，其值约为 46%（0.46）。

### 阿特金森指数
阿特金森指数（又称阿特金森测量法或阿特金森不平等测量法）是一种测量方法，用于确定哪一端的分布对观察到的不平等现象贡献最大。
阿特金森 ε参数通常被称为“不平等厌恶参数”，因为它调节了不平等对收入不平等所造成的隐含社会福利损失的敏感度，并以相应的广义熵指数来衡量。阿特金森指数是根据相应的社会福利函数定义的，其中平均收入乘以一减去阿特金森指数得出的福利等价于平均分配的收入。
通过设定系数ε 对收入进行加权，可以将该指数转化为一种规范性衡量标准。通过适当选择ε，即 "不平等厌恶 "水平，可以对收入分配中特定部分的变化给予更大的权重。随着 ε 的增加，阿特金森指数对收入分布低端的变化会变得更加敏感。反之，随着不平等厌恶程度的下降（即 ε 接近 0 时），阿特金森指数对收入分配低端变化的敏感度降低。阿特金森指数对任何ε值都不会对最高收入高度敏感，这是因为ε是非负值的常见限制。

## 比率
另一种常见的衡量标准是两个不同群体收入的比率，通常是 "高收入群体高于低收入群体"。这是对收入分配的两个部分进行比较，而不是对整个分配进行比较；这两个部分之间的平等对应于 1:1，而这两个部分越不平等，比率就越大。这些统计数据易于解释和交流，因为它们是相对的（这部分人的收入是这部分人的两倍），但由于它们不属于绝对规模，因此不能提供不平等的绝对衡量标准。

### 百分位数比率

1967 年至 2003 年美国第 10 个百分位数（红色）、第 20 个百分位数、第 50 个百分位数、第 80 个百分位数、第 90 个百分位数和第 95 个百分位数（根据定义，第 50 个百分位数为 1:1）的给定百分比收入与中位数的比率

将给定的百分位数与中位数进行比较尤其常见，如此处的第一张图表所示；比较七数摘要，它按某些百分位数总结分布。虽然这些比率并不代表整个人口的总体不平等水平，但它们可以衡量收入分配的状况。例如，附图显示，1967-2003年期间，美国中位数与第10和第20百分位数的收入比率没有显著变化，而中位数与第80、第90和第95百分位数的收入比率则有所增加。这反映出美国这一时期基尼系数的上升是由于高收入者（相对于中位数）收入的提高，而不是低收入者（相对于中位数）收入的减少。

### 收入份额

1947 年至 2010 年给定百分位数的收入（以 2010 年美元计算）。右边的两列数字是 1970 年至 2010 年的累计增长和该期间的年增长率。垂直刻度是对数的，这使得恒定百分比增长率看起来像一条直线。从 1947 年到 1970 年，所有百分位数的增长速度基本相同；这些年份不同百分位数的浅色直线都具有相同的斜率。从那时起，出现了相当大的分歧，收入分配的不同百分位数以不同的速度增长。对于美国中等收入家庭来说，这一差距为每年 39,000 美元（每天略高于 100 美元）：如果这一时期的经济增长像 1947 年至 1970 年那样得到广泛分享，那么中等收入家庭每年的收入将比 2010 年高出 39,000 美元。此图由美国人口普查局和美国国税局的数据组合而成。这两个来源之间存在系统性差异，但相对于此图的规模而言，这些差异很小。 
与此相关的一类比率是 "收入份额"，即特定的最富或最穷人口所占国民收入的百分比。
人口，但洛伦兹曲线（在基尼（Gini）部分讨论过）显示的是在 0 到 100 的所有 x 中，收入最低的 x% 人口的累计收入。不过，在对数据进行评论时，可以将其表示为倒数，显示最富有的 x% 人口的收入百分比。
洛伦兹曲线的一个重要而明显的特性是，如果与 B 国相比，A 国（比如说）最贫穷的 1%人口的累计国民收入份额较高，那么：
1. 如果两个国家的洛伦兹曲线不相交，那么 A 国的洛伦兹曲线处处都高于 B 国，这意味着，对于从 0 到 100 的任何 X，最贫困的 X% 人口在 A 国的国民收入份额高于在 B 国的国民收入份额。
2. 如果两个国家的洛伦兹曲线交叉，那么几乎可以肯定，在交叉点的贫困一侧，A 国拥有更高的洛伦兹曲线，这意味着，对于 交叉点前最贫困的 X% 人口，A 国的人口拥有更高的国民收入份额。

当不平等造成伤害时，它主要是对人口中较贫穷的一端造成伤害。在任何给定的按收入排序的百分位数中，全国收入份额越大，意味着获得的均等份额（全国平均收入）的百分比越高。
因此，最贫穷的 1%人口的累计国民收入份额越高的国家，其最贫穷的 X%人口的累计平均收入份额也就越高，无论是每个百分位数 X，还是（如果洛伦兹曲线交叉）交叉点较贫穷一侧的百分位数。
一些来源</link>报告了几个洛伦兹曲线数据点（累计国民收入份额高达几个百分点）。

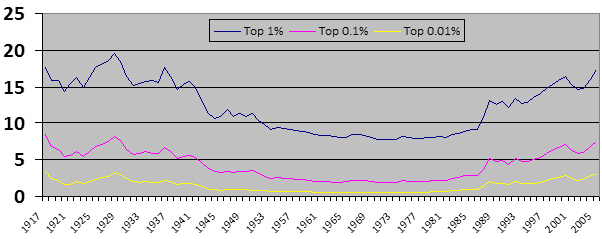

1917 年至 2005 年间美国最富有 1%、最富有 0.1% 和最富有 0.01% 人群的税前家庭收入份额
如上所述，收入份额与次级人口规模的比率相当于次级人口平均收入与平均收入的比率。
由于收入分配一般呈正偏态，平均值高于中位数，因此平均值的比率低于中位数的比率。它特别用于衡量高收入者（前 10%、1%、0.1%、0.01% 以及“前 100 名”收入者等）的收入份额；在美国，前 400 名收入者占总收入的 0.0002%（1,000,000 人中就有 2 人）——用于研究收入集中度——财富凝聚，或者更确切地说是收入凝聚。例如，在右图中，美国高收入者的收入份额从20世纪50年代中期到80年代中期大致保持不变，然后从20世纪80年代中期到21世纪初有所增加；这种不平等的加剧反映在基尼系数中。
例如，2007 年，美国收入最高的十分位数（10%）占工资总额的 49.7%（4.97≈平等条件下分数的 5 倍），收入最高的 0.01%占工资总额的 6%（平等条件下分数的 600 倍）。

## 方法

### 规范方法
通过不平等指数对不平等进行规范性解释意味着，不平等指数与基于收入（社会成员的名义收入或实际收入）定义的社会评价秩序之间存在关系。收入通常按照成人等值标准分配给个人，而不是家庭。 
Charles Blackorby、Walter Bossert 和 David Donaldson 在著作《收入不平等衡量》中讨论了规范方法： 规范方法》。

### 统计方法
对不平等的统计解释基于财政数据和帕累托模型（1895）中的参数α作为收入不平等的衡量标准。  Giovanni M. Giorgi 在著作《收入不平等测量：统计方法》中进一步讨论了这种方法。

## 电子表格计算
基尼系数、胡佛指数和泰尔指数以及相关的福利函数可以在电子表格中一起计算。 福利函数是中位数收入的替代方法。
| Group               | Members per group | Income per group | Income per individual | Relative deviation | Accumulated income |
| ------------------- | ----------------- | ---------------- | --------------------- | ------------------ | ------------------ |
| 1                   | A1                | E1               | Ē1 = E1/A1            | D1 = E1/ΣE - A1/ΣA | K1 = E1            |
| 2                   | A2                | E2               | Ē2 = E2/A2            | D2 = E2/ΣE - A2/ΣA | K2 = E2 + K1       |
| 3                   | A3                | E3               | Ē3 = E3/A3            | D3 = E3/ΣE - A3/ΣA | K3 = E3 + K2       |
| 4                   | A4                | E4               | Ē4 = E4/A4            | D4 = E4/ΣE - A4/ΣA | K4 = E4 + K3       |
| Totals              | ΣA                | ΣE               | Ē = ΣE/ΣA             |                    |                    |
| Inequality measures |                   |                  |                       |                    |                    |
| Welfare function    |                   |                  |                       |                    |                    |

在表格中，背景为黄色的字段用于输入数据。根据这些数据计算出不平等度量以及相关的福利函数，并显示在绿色背景字段中。
在这里所举的例子中，"Theil 指数 "是指根据社会中个人（或家庭）的收入分配计算出来的 Theil 指数的算术平均值，以及根据社会中个人（或家庭）的收入分配计算出来的 Theil 指数的算术平均值。Theil 指数与胡佛指数的区别在于相对偏差 D 的加权。而在 Theil 指数中，每个群体的相对偏差 D 是根据该群体中每个人的收入所提供的信息量进行加权的。
为便于计算，通常将社会划分为不同的收入组。通常有四或五个组，每个组的人数相近。在其他情况下，组别是根据收入范围划分的，这导致不同组别的人数不同。上表显示了四个组的不平等指数计算结果。每组 A 的个人（或家庭）数量和该组 E 的总收入都有具体说明。
在计算基尼系数时，需要对参数对 A 和 E 进行排序。(必须对 A 和 E 进行排序，以便 "人均收入 "一栏中的数值按升序排列。

## 正确使用
1. 在使用收入指标时，必须明确如何定义收入。它是否应包括资本收益、因房屋所有权而估算的房屋租金以及赠与？如果这些收入来源或所谓的收入来源（“估算租金”的情况）被忽略（通常如此），这会对分析造成怎样的偏差？应如何处理无偿工作（例如父母照顾孩子或自己做饭而不是每顿饭都聘请厨师）？在某些情况下，财富或消费可能是更合适的衡量标准。更广泛的生活质量指标可能会有用。
2. 不平等衡量标准的比较要求，将被比较的群体（社会等）划分成五等分群体的方式应当相似。
3. 分清基本计量单位是户还是个人。由于收入集中和家庭内部转移，家庭的基尼值总是低于个人的基尼值。每个家庭成员的数量也各有不同。根据所使用的测量单位，指标将受到向上或向下的影响。
4. 考虑生命周期的影响。在大多数西方社会中，一个人的生活开始时往往没有或几乎没有收入，逐渐增加收入，直到50岁左右，此后收入会下降，最终变为负数。这会影响从测量不平等中得出的结论。据 AS Blinder 估计（在《不平等的分解》中，麻省理工学院出版社出版），30% 的收入不平等是由于个人在人生的各个阶段所经历的不平等造成的。
5. 澄清应使用实际收入分配还是名义收入分配。通货膨胀对于绝对指标有何影响？某些群体（例如，养老金领取者）是否比其他群体更能感受到通货膨胀的影响？
6. 当从不平等测量中得出结论时，考虑我们应该如何分配政府支出的收益？社会保障安全网的存在如何影响贫困绝对指标的定义？政府项目是否对某些收入群体的支持比其他群体更多？
7. 不平等指标衡量不平等。他们没有衡量收入不平等的可能原因。一些所谓的原因包括：生命周期效应（年龄）、遗传特征（智商、天赋）、愿意冒险（风险规避）、休闲/勤奋选择、继承的财富、经济环境、教育和培训、歧视和市场不完善。
8. 不平等指标是匿名的。他们忽略了收入流动性的某些影响，其中考虑了“谁是富人”和“谁是穷人”的身份。例如，在某个特定时间，Alice 可能有 10 美元，而 Bob 可能有 2 美元。过了一段时间，鲍勃可能有 10 美元，而爱丽丝可能有 2 美元。两种情况下的不平等指数相同，而且相当高。然而，由于 Alice 和 Bob 的平均持有量相等（6 美元），因此平均值的不等式将为零。已经易手的 8 美元是财富流动性的衡量标准，平均不平等程度通常高于平均水平的不平等程度。

牢记这些要点有助于理解不平等措施使用不当所造成的问题。 然而，它们并不会使不平等系数无效。 如果不平等衡量标准能够以一种解释良好且一致的方式计算出来，那么它们可以为不平等的定量比较提供一个很好的工具。

## 不平等、增长和进步
近期一系列广泛的学术研究表明，收入不平等与增长率和投资之间存在非线性关系。非常严重的不平等会减缓经济增长；中等程度的不平等会促进经济增长。关于极度不平等的影响，研究结果不尽相同。
哈佛大学的罗伯特·巴罗在其研究《一组国家的不平等与增长》中发现，较高的不平等程度往往会阻碍贫穷国家的增长，并促进发达地区的增长。 强调需要采取像联合国可持续发展目标 10这样的举措来减少不平等。  Pak Hung Mo 认为，收入不平等对GDP增长率有显著的负面影响。在他们的著作《收入不平等与经济增长》中，他们发现最重要的是转移渠道，而最不重要的是人力资本渠道。然而，收入不平等对生产率增长率的直接影响占其总体影响的55%以上。这表明收入不平等对经济增长的影响比我们所感知或模拟的要复杂得多。 
Giovanni Andrea Cornia和Julius Court （2001）在为世界发展经济研究所进行的研究中得出了略有不同的结论。  因此，作者建议在财富分配方面也要追求适度，特别是要避免极端。高度的平均主义和高度的不平等都会导致增长缓慢。考虑到经济发达国家的不平等现象，公共政策应该以“有效的不平等范围”为目标。作者声称，这种效率范围大致介于基尼系数0.25（不平等程度接近欧洲最不不平等的国家）和 0.40（接近美国不平等水平）之间。
根据《机会不平等、收入不平等和经济增长》一书，收入不平等和经济增长之间的关系是由代际流动性所确定的机会平等水平所调节的。 在最近制定了一些具有国际可比性的代际流动性衡量标准之后，他们证实，随着代际流动性的下降，收入不平等对经济增长的负面影响也会增加。 研究结果表明，排除代际流动性会导致错误指定，这解释了为什么关于收入不平等和增长的实证文献如此缺乏结论。
另一位研究人员表明，在完美市场中，不平等不会影响经济增长。

## 另请参阅
- 按收入平等程度列出的国家列表
- 各国财富平等列表
- 美国的收入不平等
- 收入赤字
- 国际不平等
- 库兹涅茨曲线
- 贫困线
- 社会经济
- 可持续发展目标
- “富人越来越富，穷人越来越穷”
- 分配正义——致力于实现更大收入平等的政治理想
- 多样性指数
- 了不起的盖茨比曲线
- 人类发展指数
- 西服指数
- 基尼系数
- 洛伦兹曲线
- 大象曲线

## 文学
- AB Atkinson和 F. Bourguignon 编辑。 (2000)。收入分配手册，第 1 卷。 Elsevier。目录 （页面存档备份，存于）
- _____”，国际社会与行为科学百科全书（2001 年），第 7265–7271。抽象的。
- Yoram Amiel（作者），《Frank A. Cowell：思考不平等：个人判断和收入分配》 ，2000 年
- 菲利普·B·库尔特： 《衡量不平等》 ，1989 年